# Pseudosquillisma guttata
Pseudosquillisma guttata is een bidsprinkhaankreeftensoort uit de familie van de Pseudosquillidae. De wetenschappelijke naam van de soort is voor het eerst geldig gepubliceerd in 1972 door Manning.